# Émile Savalle
Émile Savalle est un écrivain, paléontologue et géologue français né à Jumièges, Seine-Maritime, le 1er février 1834 et mort au Havre, le 2 mai 1902.

## Biographie
Émile Savalle est le fils d'un aubergiste de Jumièges. Il sera commis principal au bureau de l'état civil de la ville du Havre. Parallèlement, il commence ses activités littéraires et scientifiques en publiant deux ouvrages d'histoire relatifs à son pays natal. Membre de la Société géologique de Normandie depuis 1876, il est connu sous le surnom de Pé Caillou.

## Publications
- Les derniers moines de l'abbaye de Jumièges, Brière et Fils, Rouen, 72 p. (1876).
- La Chronique des énervés, Dissertation historique, E. Cagniard, Rouen, 48 p. (1868).
- Au bon vieux temps. Le culte des saints avant 1789, F. Santallier, 16 p. (1876).
- Note  sur  une  Tête  de Teleosaurus trouvée  à  Bléville, Bulletin  de  la Société Géologique de Normandie, 1875-1876 (1877), tome 3, fasc. 5, p. 52-57, 1 pl
- Note sur les sables néocomiens de la Hève et sur quelques espèces fossiles  qui  y  ont  été  recueillies, Bulletin  de  la  Société  Géologique, tome 5, 1878, p. 94-97.
- Note  sur  une  espèce  de  crustacé  fossile  trouvé  dans  les  Sables micacés de la Hève (4 février 1878), Bulletin de la Société Géologique de Normandie, tome 5, p. 98-99.
- Note sur les Sables micacés de la Hève (11 mars 1878), Bulletin de la Société Géologique de Normandie, tome 5, p. 100-105.
- Note sur les Sables micacés de l’Étage néocomien, à la Hève, et sur quelques espèces  fossiles découvertes récemment à ce niveau, Bulletin de la Société Géologique de Normandie, 1879 (1880), tome 6, p. 577-583.
- L’affaissement du sol des Pays-Bas (8 mars 1880), Bulletin de la Société Géologique de Normandie, 1880 (1882), tome 7, p. 46-52.
- Note sur l’état de la falaise du Havre à Bléville pendant l’hiver de 1878-1879, Bulletin de la Société Géologique de Normandie, 1880 (1882), tome 7,  p. 52-54.
- Note sur les éboulements et les valeuses pendant l’hiver 1878-1879 (9 juin 1879), Bulletin de la Société Géologique de Normandie, 1880 (1882), tome 7, p. 54-57.
- Note sur les sables néocomiens, Bulletin de la Société Géologique de Normandie, 1881 (1883), tome 8, p. 104-105.
- Note sur un gisement d’Aptychus, dans les argiles kimméridgiennes à ammonites d’Octeville, Bulletin de la Société Géologique de Normandie, 1881 (1883), tome 8, p. 105-107.
- Note sur un gisement de Cardium edule à Bénerville, Bulletin de la Société Géologique de Normandie, 1882 (1884), tome 9, p. 18-19.
- Note sur des silex taillés, de la période Néolithique, trouvés à Octeville, hameau du Tot, Bulletin de la Société Géologique de Normandie, 1882 (1884) tome 9, p. 20-22.
- Note sur l’état des falaises, du Havre à Cauville, pendant les années 1881-1882, Bulletin de la Société Géologique de Normandie, 1882 (1884), tome 9, p. 24-25.
- Note sur une station néolithique, découverte à Cauville, dans la plaine de Villequier, Bulletin de la Société Géologique de Normandie, 1882 (1884), tome 9, p. 26-27.
- Note sur treize têtes de flèches trouvées à Cauville et à Octeville (1882-1888), Bulletin de la Société Géologique de Normandie, 1886 (1887), tome 12, p. 99-100, 1 pl.
- Coup d’œil sur l’état des falaises, de Cauville à Sainte-Adresse, Bulletin de la Société Géologique de Normandie, 1890 (1892), tome 14, p. 15-18.
- La  Société Linnéenne de Normandie au Havre, Compte-rendu sommaire des journées des 27, 28 et 29 juin 1890, Bulletin de la Société Géologique de Normandie, 1890 -1892), tome 14, p. 18-21.
- Le Havre & ses environs aux temps préhistoriques. Période néolithique, Bulletin de la Société Géologique de Normandie, 1890 (1892), tome 14, p. 51-54, 4 pl.
- Le Havre & ses environs aux temps préhistoriques. Période néolithique (suite), Bulletin de la Société Géologique de Normandie, 1891 (1893), tome 15, p. 58-60, pl. X.
- État des falaises de Sainte-Adresse à Saint-Jouin (Hiver 1891-1892), Bulletin de la Société Géologique de Normandie, 1892-1893 (1894), tome 16, p. 70-78.
- Mon album. Études, Notes et Souvenirs des Falaises de la Hève et des Environs du Havre, Tome 1er, 112 p. (non publié).
- État des falaises et des basses-falaises sous Octeville, en 1897, Bulletin de la Société Géologique de Normandie, 1896-1897 (1899), tome 18, p. 15-16.
- Note sur un affleurement de craie sénonienne à Sandouville (30 mars 1879), Bulletin de la Société Géologique de Normandie, 1880 (1882), tome 7, p. 58-59.